# SVB Vrouwenvoetbal Competitie
De SVB Vrouwenvoetbal Competitie is het hoogste niveau voor vrouwenvoetbal in Suriname. De competitie werd in 1999 gevormd en er spelen vijf teams mee. Voor 1999 vond ook al vrouwenvoetbal in Suriname plaats.

## Teams
- SV Athena, Paramaribo
- SV Happy Evita Girls, Paramaribo
- SV Merodia, Paramaribo
- Politie Voetbal Vrienden (PVV), Paramaribo
- SV Robinhood, Paramaribo
- SV Transvaal, Paramaribo

## Seizoenwinnaars
- 2019: SV Happy Evita Girls